# Валя-Поштей
Валя-Поштей (рум. Valea Poștei) — село у повіті Телеорман в Румунії. Входить до складу комуни Скурту-Маре.
Село розташоване на відстані 66 км на захід від Бухареста, 39 км на північ від Александрії, 116 км на схід від Крайови.

## Населення
За даними перепису населення 2002 року у селі проживали 214 осіб, усі — румуни. Усі жителі села рідною мовою назвали румунську.